# Mont Woodroffe
Pour les articles homonymes, voir Woodroffe.
Le mont Woodroffe est le point culminant de l'Australie-Méridionale dans les monts Musgrave au nord-ouest de l'état. La montagne faite de granite et de gneiss surplombe de 600 à 700 mètres les plaines environnantes.
Pour les aborigènes Pitjantjatjara, la montagne est sacrée et est la représentation de Ngintaka, créature du Rêve.

## Histoire
Le mont Woodroffe a été appelé ainsi par William Gosse qui le découvrit le 20 juillet 1873 et qui lui a donné le nom de George Woodroffe Goyder, vice-gouverneur de l'Australie-Méridionale et qui participa à l'exploration de l'état et du Territoire du Nord.
Dans les années 1960, le Mont Woodroffe fut considéré comme un site potentiel  pour l'installation d'un télescope anglo-australien mais en raison de son isolement, le télescope fut installé à l'observatoire de Siding Spring en Nouvelle-Galles du Sud.

## Ascension
L'ascension doit être autorisée par les Anangu Pitjantjatjara.